# Le Magicien d'Oz (bande dessinée)
Pour les articles homonymes, voir Le Magicien d'Oz.
Le Magicien d'Oz est une adaptation en bande dessinée du roman jeunesse homonyme écrit par l'Américain Lyman Frank Baum. Réalisée par le scénariste français David Chauvel et le dessinateur espagnol Enrique Fernández, elle est publiée en trois volumes de 2005 à 2006 par Delcourt.
Le critique d'Actua BD Laurent Boileau a souligné la réussite d'une adaptation fidèle servie par un dessin « virtuose » et « dynamique ».

## Albums
- Delcourt, coll. « Jeunesse » :
  1. 2005  (ISBN 2847896635).
  2. 2005  (ISBN 284789764X).
  3. 2006  (ISBN 2847899472).